# Vriesea mitoura
Vriesea mitoura är en gräsväxtart som beskrevs av Lyman Bradford Smith. Vriesea mitoura ingår i släktet Vriesea och familjen Bromeliaceae. Inga underarter finns listade i Catalogue of Life.